# ديابلو (سلسلة)
ديابلو (Diablo) هو اسم سلسلة ألعاب فيديو من فئة لعب تقمص الأدوار، تنتجها بليزارد إنترتينمنت منذ عام 1997.

## قائمة ألعاب الفيديو
- 1997: ديابلو
  - 1997: ديابلو: نيران الجحيم (امتداد)
- 2000: ديابلو 2
  - 2001: ديابلو 2: لورد الدمار (امتداد)
- 2012: ديابلو 3